# فرانكونيا (نيوهامشير)
فرانكونيا (بالإنجليزية: Franconia, New Hampshire)‏ هي منطقة سكنية تقع في الولايات المتحدة في مقاطعة غرافتون (نيوهامشير). يقدر عدد سكانها بـ 1,104 نسمة ومساحتها 170.9 كم2وترتفع عن سطح البحر 283 متر.

## معرض صور

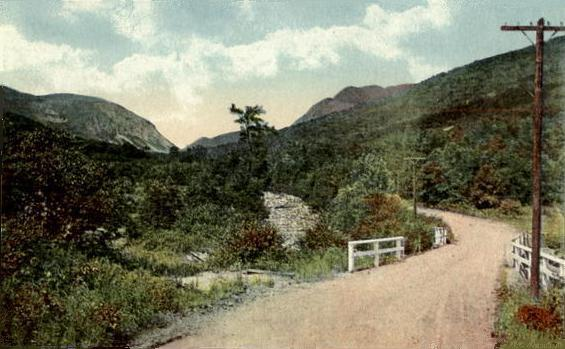
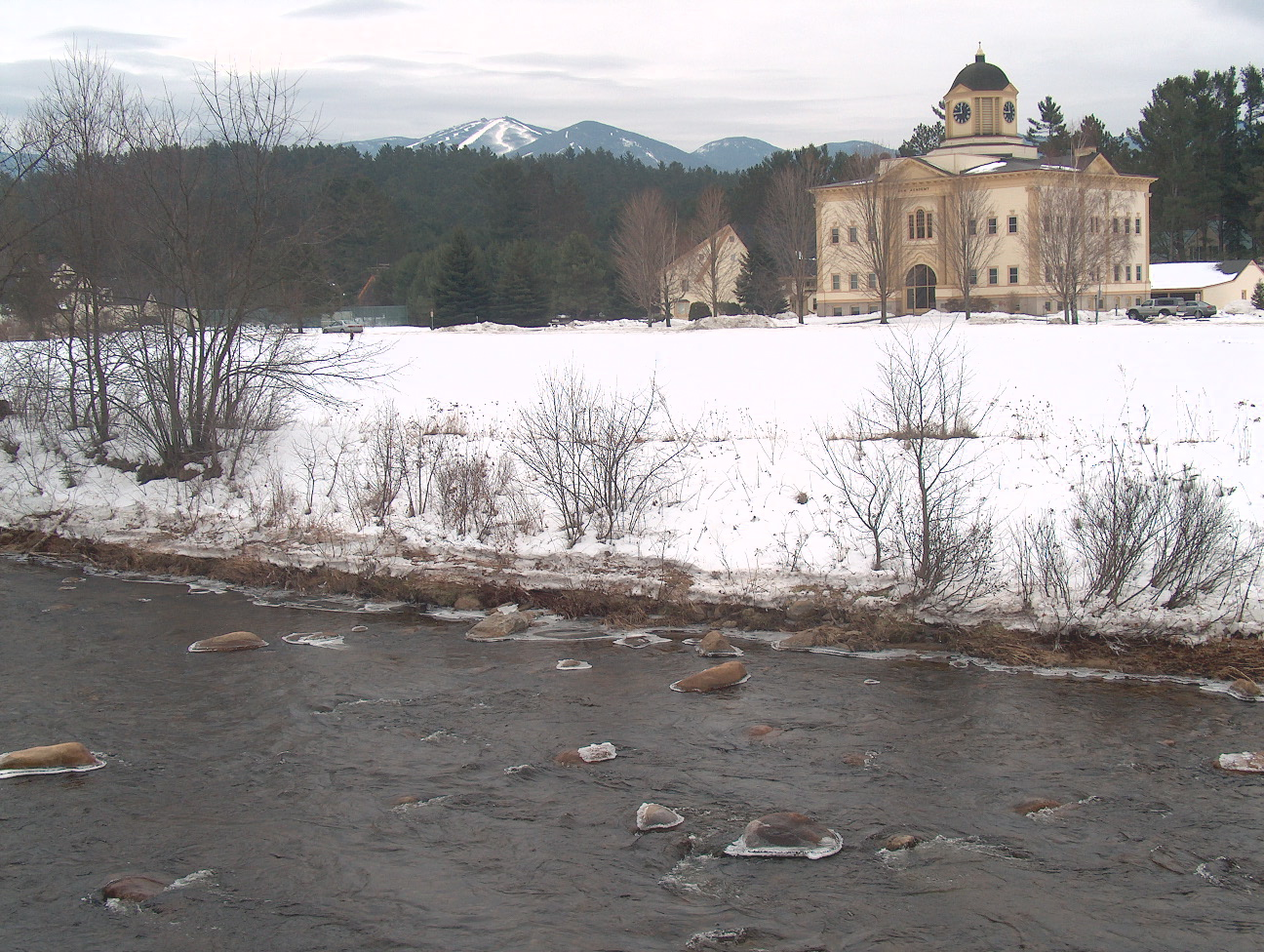
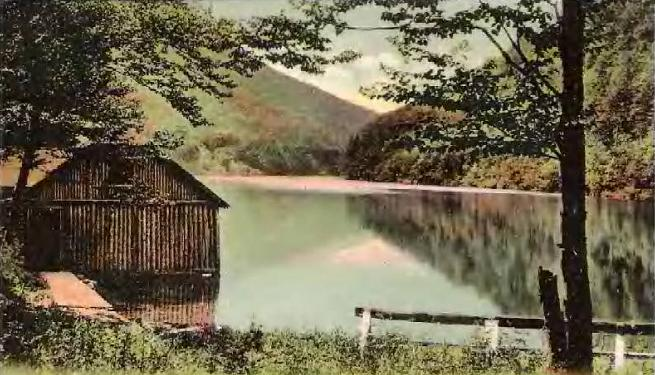
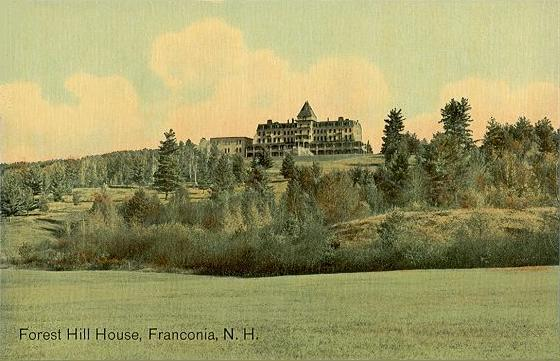